# 北朝鮮によるミサイル発射実験 (2017年)
2017年の北朝鮮によるミサイル発射実験（きたちょうせんによるミサイルはっしゃじっけん）では、朝鮮民主主義人民共和国（北朝鮮）によって2017年に発射された弾道ミサイルについて記述する。この年は16回に及んだ。

## 発射日時

### 2月
- 2月12日に発射[1]（北極星2号を参照）

### 3月
- 3月6日に発射[2]

- 3月22日に発射（打ち上げ直後失敗）[3]

### 4月
- 4月4日に発射[4]
- 4月16日に発射[5]
- 4月29日に発射[6]

### 5月
- 5月14日に発射[7]（火星12#最初の発射を参照）

- 5月21日に発射[8]（北極星2号を参照）

- 5月29日に発射[9]

### 6月
- 6月8日に発射[10]

### 7月
- 7月4日に発射[11]（火星14#最初の発射を参照）
- 7月28日に発射[12]（火星14#2回目の発射を参照）

### 8月
- 8月26日に発射[13]
- 8月29日に発射（北朝鮮によるミサイル発射実験 (2017年8月)）[14]

### 9月
- 9月15日に発射[15]（火星12#3回目の発射を参照）

### 11月
- 11月29日に発射[16]（火星15#最初の発射を参照）